# میناموتو نو سایشی
میناموتو نو سایشی (به ژاپنی: 源 済子 みなもと の さいし/すみこ/なりこ); تولد نامشخص – مرگ نامشخص، دختر امپراتور مونتوکو اهل ژاپن بود. در ۱۱ ژوئن ۸۵۳ به همراه هفت خواهر و برادرش نام خانوادگی اش تغییر کرد و به یک فردی عادی تبدیل شد. او خواهر ناتنی و همسر امپراتور سیوا بود اما فرزندی نداشت.